# Lobocleta quaesitata
Lobocleta quaesitata är en fjärilsart som beskrevs av George Duryea Hulst 1880. Lobocleta quaesitata ingår i släktet Lobocleta och familjen mätare. Inga underarter finns listade i Catalogue of Life.